# Old Enough to Be Her Grandpa
Old Enough to Be Her Grandpa è un cortometraggio muto del 1914 diretto da Thomas Ricketts.

## Produzione
Il film fu prodotto dalla American Film Manufacturing Company.

## Distribuzione
Distribuito dalla Mutual Film, il film - un cortometraggio in due bobine - uscì nelle sale cinematografiche USA il 20 novembre 1914.